# Abroni Siló
Abroni Siló (en llatí Abronius Silo) va ser un poeta romà deixeble de Marc Porci Latró, que va viure en temps de l'emperador Octavi August. Va tenir un fill que també va ser poeta, però va acabar escrivint guions per a pantomimes.